# Bondues

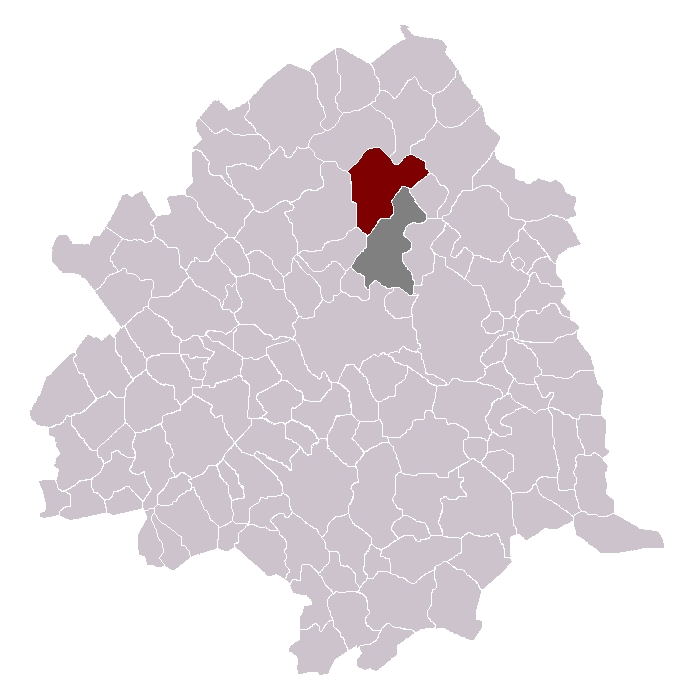
Localització de Bondues

Bondues és un municipi francès, situat a la regió dels Alts de França, al departament del Nord. L'any 2006 tenia 10.151 habitants. Limita al nord amb Linselles i Roncq, a l'oest amb Wambrechies, a l'est amb Tourcoing, al sud-oest amb Marquette-lez-Lille, al sud amb Marcq-en-Barœul i al sud-est amb Mouvaux.

## Demografia
| Evolució de la població Ehess i INSEE |       |       |       |       |       |       |       |       |
| 1793                                  | 1800  | 1806  | 1821  | 1831  | 1836  | 1841  | 1846  | 1851  |
| 2 313                                 | 2 254 | 2 383 | 2 573 | 2 841 | 2 851 | 2 925 | 3 027 | 3 028 |

| 1856  | 1861  | 1866  | 1872  | 1876  | 1881  | 1886  | 1891  | 1896  |
| ----- | ----- | ----- | ----- | ----- | ----- | ----- | ----- | ----- |
| 3 127 | 3 375 | 3 380 | 3 294 | 3 289 | 3 206 | 3 246 | 3 447 | 3 146 |

| 1901  | 1906  | 1911  | 1921  | 1926  | 1931  | 1936  | 1946  | 1954  |
| ----- | ----- | ----- | ----- | ----- | ----- | ----- | ----- | ----- |
| 3 147 | 3 113 | 3 311 | 2 746 | 2 876 | 2 979 | 3 188 | 3 161 | 3 310 |

| 1962  | 1968  | 1975  | 1982  | 1990   | 1999   | 2006 | 2011 | 2016 |
| ----- | ----- | ----- | ----- | ------ | ------ | ---- | ---- | ---- |
| 3 574 | 3 961 | 6 706 | 8 840 | 10 281 | 10 680 | -    | -    | -    |

| 2019 | - | - | - | - | - | - | - | - |
| ---- | - | - | - | - | - | - | - | - |
| -    | - | - | - | - | - | - | - | - |

## Administració
| Període   | Identitat         | Partit |
| --------- | ----------------- | ------ |
| 1958-1988 | Paul Roussel      |        |
| 1988-2006 | Paul Astier       |        |
| 2006-     | Patrick Delebarre | UMP    |